# 3 d'Andròmeda
3 d'Andròmeda (3 Andromedae) és una estrella de la constel·lació d'Andròmeda. És visible a simple vista amb una magnitud aparent de 4,64.
La distància a aquesta estrella, segons es determina a partir d'un desplaçament de paral·laxi anual de 18 mas, és de 181 anys llum. S'acosta a la Terra amb una velocitat radial heliocèntrica de −35 km/s, i té un moviment propi relativament gran, recorrent l'esfera celeste a 0,236 arcsegon·any−1.
Aquesta estrella gegant va evolucionar amb una classificació estel·lar de K0 IIIb, on el sufix 'b' indicava un gegant de menor lluminositat. És una estrella d'agrupament vermell, el que significa que està generant energia a través de la fusió d'heli al seu nucli. Aquesta estrella té una estimació de 1,7 vegades la massa del Sol (M☉), i, a l'edat de 2,3 mil milions d'anys, s'ha expandit fins a 10 vegades el radi solar (R☉). Està radiant 49 vegades la lluminositat solar des de la seva fotosfera engrandida a una temperatura efectiva de 4.668 K.